# Clifton (Teksas)
Clifton je grad u američkoj saveznoj državi Teksas. Prema popisu stanovništva iz 2010. u njemu je živjelo 3.442 stanovnika.